# جانين ب.جيسكي
جانين ب. جيسكي (بالإنجليزية: Janine P. Geske) (من مواليد 12 مايو 1949) وهي أستاذة قانون أمريكية عملت كقاضية في محكمة ويسكونسن العليا في الفترة من 1993 إلى 1998 ومقاطعة ميلووكي في عام 2002.

## حياتها وعملها
ولدت جيسكي في بورت واشنطن، ويسكونسن ، وترعرعت في مجتمع سيداربورغ. تخرجت من مدرسة سيدربورج الثانوية في عام 1967 وحصلت على درجة البكالوريوس والماجستير من كلية بلويت في عامي 1971 و 1972 ، على التوالي. حصلت جيسكي على شهادتها في القانون من كلية الحقوق بجامعة ماركويت في عام 1975.
عملت جيسكي كمحامية رئيسة لموظفي جمعية المساعدة القانونية في ميلواكي (ويسكونسن) حتى عام 1979. كانت أستاذة مساعدة في كلية الحقوق بجامعة ماركويت في الفترة من 1978–1881 وكانت مديرة مؤسِّسة لعيادة كبار السن في كلية الحقوق بجامعة ماركويت. من عام 1981 إلى عام 1993 ، شغلت جيسكي منصب قاضية في محكمة مقاطعة ميلووكي. في عام 1993 ، تم تعيينها في المحكمة العليا في ويسكنسن من قبل الحاكم تومي تومبسون وانتُخبت جيسكي لفترة كاملة في المحكمة في عام 1994 ولكنها استقالت في عام 1998. وعقب مغادرتها للمحكمة ، عملت جيسكي أستاذة في جامعة ماركيت ، وعقدت رابطة المرأة الجامعية في الدراسات الإنسانية في جامعة ماركيت عام 2000 و 2001. من فبراير إلى مايو 2002 ، شغلت منصب المدير التنفيذي لمقاطعة ميلووكي ، عقب استقالة ف. توماس آدمت وسط فضيحة معاشات ضخمة. وفي وقت لاحق من عام 2002 ، تم تعيين جيسكي عميدة مؤقتة لكلية الحقوق بجامعة ماركويت ، حتى عام 2003. وظلت جيسكي في كلية الحقوق في الكلية القضائية الوطنية في رينو (نيفادا). في عام 1994 و 2002 ، قام ميلووكي بار بتكريمها بجائزة المحامي العام.
في عام 2017 ، كان جيسكي واحدة من 54 من قضاة ولاية ويسكونسن السابقين الذين وقعوا على رسالة تدعو إلى قواعد تتطلب من القضاة أن يتخلوا عن أنفسهم في القضايا المتعلقة بالجهات المانحة للحملات.